# Sorriso
Sorriso – miasto i gmina w Brazylii, w stanie Mato Grosso.